# Roteiro

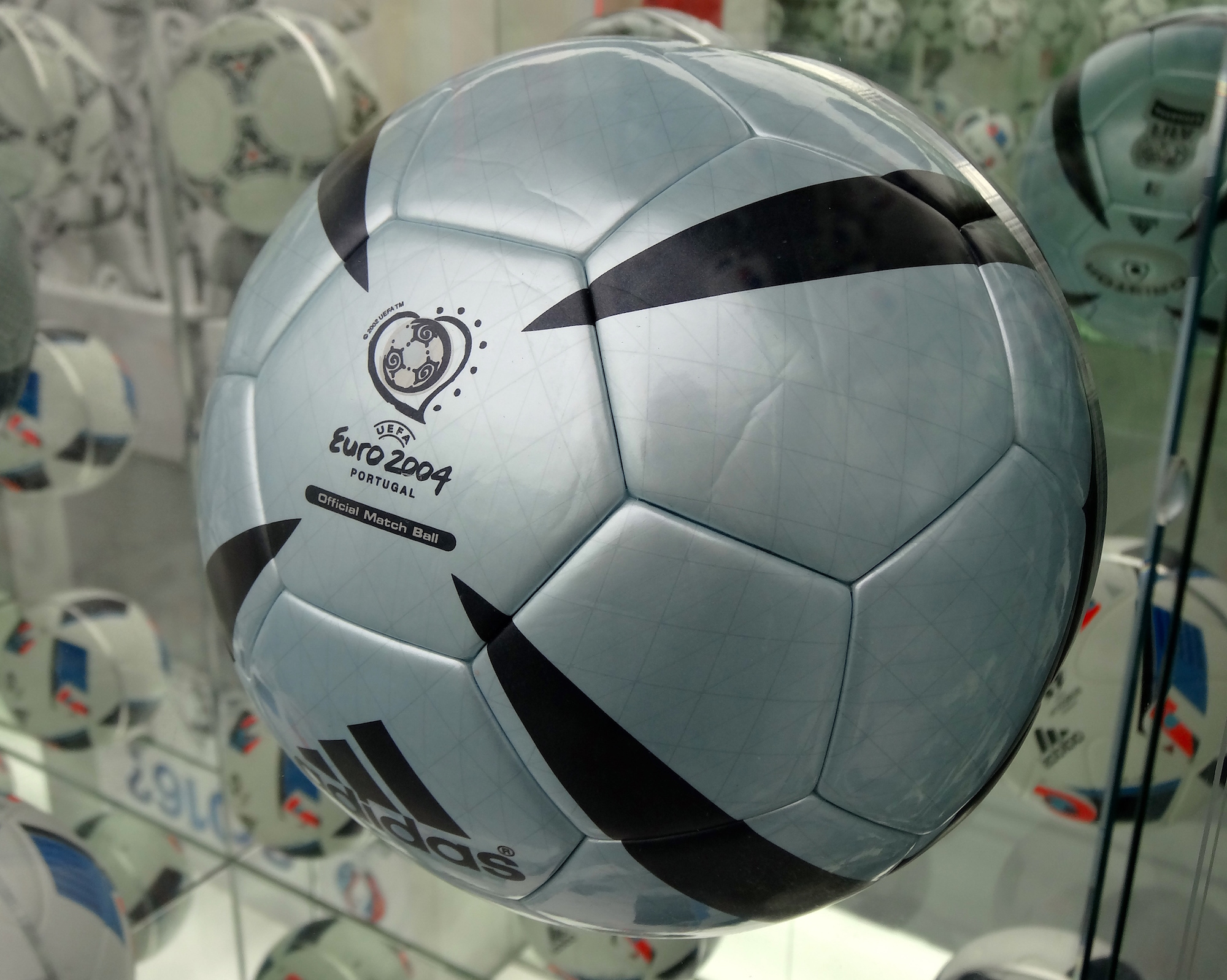
Adidas Roteiro, Spielball der Fußball-EM 2004

Roteiro ist der offizielle Spielball der UEFA Fußball-Europameisterschaft 2004 (Euro 2004) in Portugal.

## Eigenschaften
Das Design ist silbergrau und entspricht dem Reglement der FIFA (u. a. 68,5 cm bis 69,5 cm Umfang; Masse 420 Gramm bis 445 Gramm; 0,8 bar Luftdruck).
Dieser Fußball wurde erstmals nicht zusammengenäht, sondern thermisch verklebt. Daher besteht er nur aus Kunststoff (Polyurethan). Außerdem befindet sich gegenüber dem Ventil ein kleines Gewicht, welches die Unwucht kompensieren soll.
Der am 1. Dezember 2003 in Lissabon vorgestellte Roteiro wurde nach dem Logbuch des berühmten portugiesischen Seefahrers und Entdeckers Vasco da Gama benannt. Die aqua-metallische Grundfarbe des Balles mit blauen Streifen sollte dabei an den Himmel und das Meer erinnern, während feine silberne Linien das Koordinatensystem repräsentieren sollten, welches zu Zeiten da Gamas von den portugiesischen Seefahrern verwendet und perfektioniert wurde.
Während man im Laufe der Jahre immer wieder das Material der Bälle optimierte, hatte man die traditionelle Fertigungstechnik ausgereizt. Bei diesem Ball kam somit zum ersten Mal die neue Technik des thermal bonding zum Einsatz, bei der die PU-Panels der Balloberfläche nicht genäht, sondern verklebt werden. Laut Angaben der Herstellerfirma Adidas sollte dies zu mehr Haltbarkeit, einer höheren Wasserresistenz und einem konstanteren Qualitätslevel bei der Produktion führen.
Die Flugeigenschaften des von Adidas hergestellten Roteiro werden sehr unterschiedlich beschrieben. Einige Profi-Fußballer sagen: „Der Ball ist unberechenbar“, andere wiederum behaupten: „Er sorgt für noch mehr Ballgefühl“.